# Damir Milinović
Damir Milinović (Zagreb, 15. listopada 1972.) hrvatski je nogometni trener i bivši je hrvatski nogometni reprezentativac. Trenutačno je trener Segeste iz Siska.

## Igračka karijera

### Klupska karijera
Damir Milinović rođen je u Rijeci 15. listopada 1972. godine. Igračku karijeru započeo je u mlađim uzrastima Rijeke, a zatim je od 1994. do 1997. godine igrao za prvu momčad. Potom je kratko 1997. godine
nogometaš NK Croatije (današnji GNK Dinamo) i dio je momčadi koja je osvojila kup i prvenstvo 1997./98. Potom se vraća u HNK Rijeka za koju igra od 1998. do 2000. godine. U sezoni 2000./01. Milanović je igrač njemačkog Bochuma. Potom se 2001. godine ponovo vraća u Rijeku, a 2002. godine seli u Kranjčevićevu i postaje igrač NK Zagreba s kojim u sezoni 2001./02. osvaja hrvatsko prvenstvo. U prvenstvenoj sezoni 2003./04. ponovno je igrač svog matičnoga kluba HNK Rijeka, a od druge polovice 2004. godine drugi put je nogometaš Dinama. U prvoj polovici 2005. godine postaje član Austrije iz Salzburga, a od od 2005. do 2007. godine Milinović je nogometaš Pomorca iz Kostrene, gdje završio svoju igračku, a započeo trenersku karijeru.

### Reprezentativna karijera
Za hrvatsku reprezentaciju od 1997. i 1999. godine odigrao je 5 prijateljskih utakmica, a 1999. godine je odigrao i jednu utakmicu za "B" reprezentaciju u porazu od Francuske (0:2) u Nimesu. Debitirao je 12. lipnja 1997. godine u Sendaiju u sklopu Kirin kupa u kojoj je Hrvatska odigrala neriješeno s Južnom Korejom 1:1. Od dresa reprezentacije oprostio se 28. travnja 1999. godine u Zagrebu protiv Turske 0:0.

## Trenerska karijera
Nakon završetka igračke karijere Damir Milinović krenuo je u trenerske vode. Završio je Nogometnu akademiju HNS-a i posjeduje UEFA PRO licencu. Do sada je trenirao sljedeće klubove: Pomorac Kostrena, Grobničan Čavle, Gorica, Novigrad, Cibalia, Gorica, Koper, Orijent 1919, Zagorec Krapina, Dubrava Tim Kabel.

## Vanjske poveznice
- Profil, Hrvatski nogometni savez
- Statistika na hrnogomet.com